# NGC 4127
NGC 4127 (również PGC 38550 lub UGC 7122) – galaktyka spiralna (Sc), znajdująca się w gwiazdozbiorze Żyrafy. Odkrył ją William Herschel 12 grudnia 1797 roku.